# Bactrocera lampabilis
Bactrocera lampabilis
 es una especie de díptero que Drew describió por primera vez en 1971. Bactrocera lampabilis pertenece al género Bactrocera de la familia Tephritidae. 